# Toyota Publica
La Toyota Publica est un modèle de petites automobiles construites par Toyota de 1960 à 1978.